# Гил, Дэниел
Дэниел Гил (англ. Daniel Geale, род. 26 февраля 1982, Лонсестон, Тасмания Австралия) — австралийский боксёр-профессионал, выступающий в средней (Middleweight) весовой категории.
Пятикратный чемпион Австралии (2000-2004), двукратный чемпион Океании (2000, 2002), чемпион Игр Содружества (2002) в весовых категориях до 67 кг. и до 69 кг. в любительских соревнованиях.
Чемпион мира по версии IBF (2011—2013), WBA super (2012) в профессиональном боксе.

## Любительская карьера
Первых серьёзных успехов в любительской карьере Гил добился в 2000 году. Выступая в весовой категории до 67 кг, в апреле Дэниел победил в национальном чемпионате, перебоксировав в финале Дэвида Росса (по очкам). В мае Гил выиграл чемпионат Океании, проходивший в Канберре. В решающем поединке австралиец победил своего новозеландского тёзку Кодлинга (по очкам, 13:10). В сентябре Гил принял старт на Олимпийских играх 2000 года, но уже в первом круге соревнований проиграл итальянцу Леонардо Бунду (по очкам, 2:4).
В 2001 году в мае Гил занял второе место на Восточноазиатских играх в Осаке, выиграв в полуфинале решением жюри у японского боксёра Наоке Хираты, но уступив в главном бою Геннадию Головкину (по очкам, 3:15). В июне Дэниел неудачно выступил на чемпионате мира. В первом круге турнира Гил проиграл американцу Энтони Томпсону (по очкам, 4:13). В октябре австралийский боксёр стал двукратным чемпионом страны, досрочно победив в финале Дэвида Росса.
В марте 2002 года Гил в третий раз выиграл национальный чемпионат, вновь огорчив в финальном поединке Дэвида Росса. В апреле австралиец стал двукратным чемпионом Океании. В решающем бою Дэниел встретился уже знакомым ему новозеландцем Кодлингом и в упорной борьбе победил с разницей в одно очко (16:15). В июне Гил в составе сборной Австралии участвовал в командном Кубке мира в казахстанской Астане, но проиграл оба своих поединка турку Мустафе Караголлу (по очкам) и кубинцу Юделю Джонсону (за явным преимуществом во втором раунде), а австралийцы не сумели выйти из группового турнира. В июле Дэниел победил на Играх содружества в Манчестере. В полуфинале его соперником вновь стал Кодлинг, но на этот раз Гил выиграл у оппонента более уверенно (по очкам, 27:13). В финальном бою австралийский боксёр оказался сильнее южноафриканца Кванеле Зулу (по очкам, 26:17).
С 2003 года Гил выступал в весовой категории до 69 кг. В марте 2003-го он в очередной раз выиграл чемпионат Австралии - его соперник по финалу Ануширван Нуриан не вышел на поединок. В июле Дэниел второй раз в карьере выступил на чемпионате мира, но вновь проиграл в первом же бою боксёру из Казахстана Бахтияру Артаеву (по очкам, 8:30).
В 2004 году Гил стал пятикратным чемпионом Австралии, выиграв в финале мартовского первенства у Джерарда О‘Мэони (по очкам, 18:13). Однако в апреле Дэниел неудачно выступил на чемпионате Океании, уступив в четвертьфинале Кахукуре Бентсону из Новой Зеландии (по очкам, 20:23), а уже в октябре провёл свой первый профессиональный бой.

## Профессиональная карьера

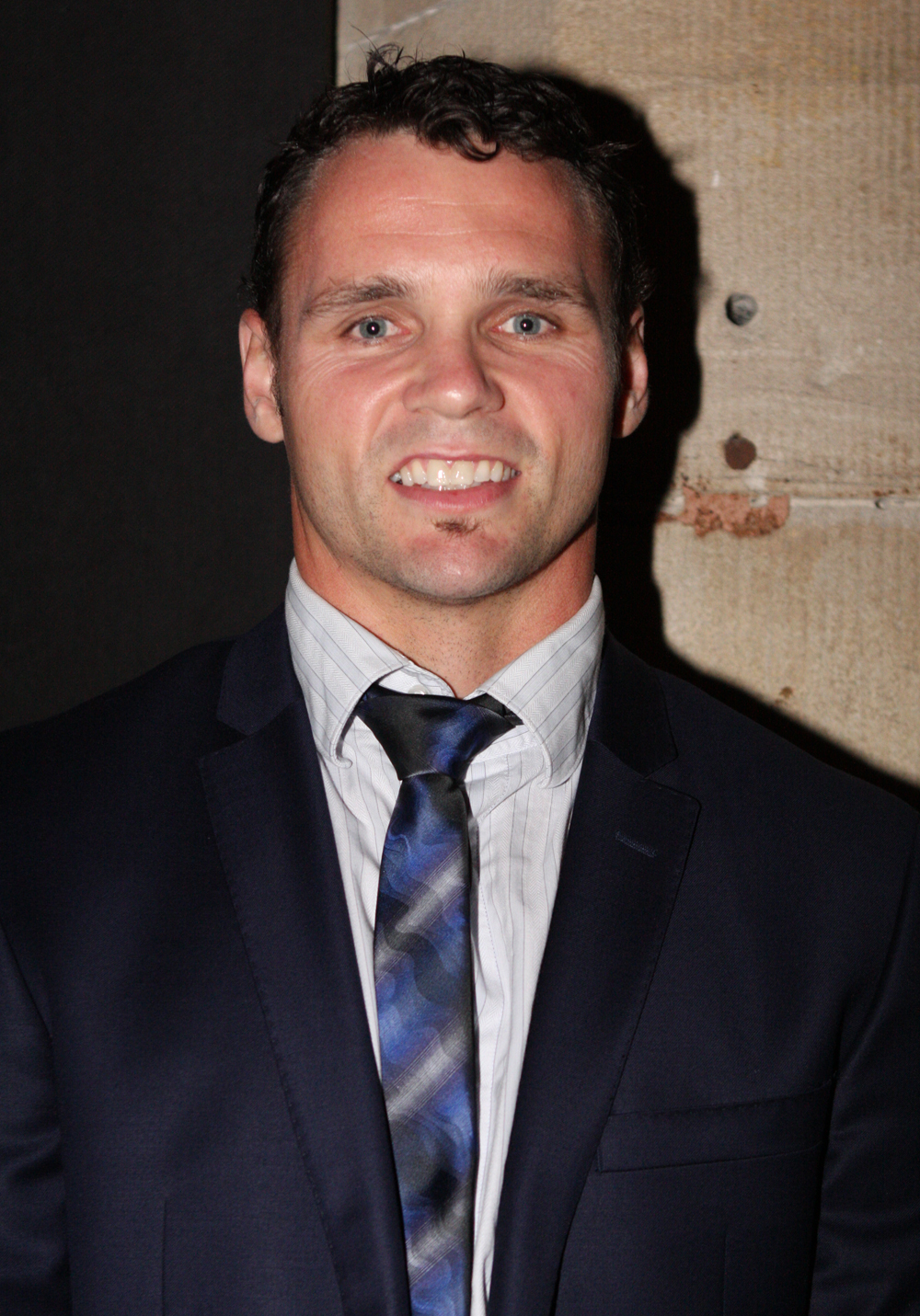
Дэниел Гил в 2013 году.

На профессиональном ринге Дэниел Гил дебютировал в октябре 2004 года и все поединки проводил в Австралии. В сентябре 2005 года вышел на первый титульный поединок, нокаутировал во втором раунде двенадцатираундового поединка, австралийца, Стива Доэта, и стал чемпионом по версии IBF, тихоакеанского региона.
В мае 2007 года завоевал интерконтинентальный титул чемпиона мира по версии IBO, победив боксёра из Таиланда, Паркрума Янгпонака (9-1).
В декабре 2007 года вышел на ринг с непобеждённым австралийцем, Дэниелом Доусоном (29-0), победил его по очкам, и завоевал вакантный титул IBO в среднем весе. В мае 2009 года раздельным решением судей потерпел первое поражение, и проиграл титул соотечественнику, Энтони Майдане (35-3).
31 октября 2010 года в элиминаторе IBF, Гил нокаутировал известного российского боксёра, Романа Кармазина (40-3-2).
В мае 2011 года, Дэниел Гил впервые выехал на поединок за пределы Австралии. Дэниел отправился в Германию, и на терриотрии противника, победил раздельным решением судей немецкого боксёра, чемпиона по версии IBF в среднем весе, Себастьяна Сильвестра, и стал новым чемпионом мира.
Гил дважды защитил свой титул, победил нигерийца, Эромосели Альберта (24-4-1) и боксёра из Ганы, Осуману Адаму (20-2). После этого Гил вышел на объединительный поединок с чемпионом по версии WBA, немцем, Феликсом Штурмом.

### Объединительный бой с Феликсом Штурмом
1 сентября 2012 года Дэниел снова отправился в Германию для встречи с местным боксёром, чемпионом по версии WBA, Феликсом Штурмом. Преимущество в активности практически на протяжении всего 12-раундового противостояния было за Гилом, и в конечном итоге двум судьям это пришлось по душе больше, чем рациональный бокс в исполнении Штурма – арбитры отдали победу австралийцу с одинаковым счетом 116-112. Точно такие же цифры, только в пользу Феликса, выставил третий судья.
- Через месяц после победы над Штурмом, Гил был лишён титула суперчемпиона WBA, за отказ встречи с обязательным претендентом, Геннадием Головкиным[18].

### Реванш с Энтони Мандайном
30 января 2013 года состоялась вторая встреча Дэниала Гила с соотечественником Энтони Мандайном. По ходу Гил был более активен, но Мандайн выиграл несколько раундов в середине боя. Первая половина и финальные раунды остались за Гилом, который был более активен, больше работал корпусом и действовал первым номером. По итогам 12 раундов судьи единогласным решением присудил победу Гилу. Дэниел закрыл единственное поражение в карьере. Зал решение принял неоднозначно, но больше было положительных возгласов. Мандайн же с решением не согласился, и сразу после его объявления покинул ринг.

### Бой с Дарреном Баркером
18 августа 2013 года в США состоялся поединок между британцем чемпионом по версии IBF, австралийцем Дэниелом Гилом и британцем, Дарреном Баркером. Поединок был очень близким, но в 6-м раунде Гил отправил Баркера на канвас. Претендент поднялся и начал выравнивать бой. С небольшим преимуществом Гил выглядел убедительней, но судьи зафиксировали победу раздельным решением в пользу Баркера. Гил с решением не согласился и потребовал реванш. Даррен Баркер стал чемпионом мира.

### Бой с Геннадием Головкиным
26 июля 2014 года бой прошёл в Нью-Йорке на большой арене Madison Square Garden и завершился уже в третьем раунде. С самого начала поединка Геннадий Головкин начал активно прессинговать Гила и в одном из моментов австралиец оказался на настиле ринга. Однако Дэниел сразу же поднялся и достоял до гонга. Второй раунд Головкин вновь начал очень активно, отправив экс-чемпиона ещё раз на пол, после чего ему был отсчитан первый нокдаун. В третьем раунде, после того, как блестящая атака казахстанского боксёра достигла цели Гил вновь оказался на полу ринга, поднялся до окончания счёта, но отказался продолжать бой.

#### Бой с Мигелем Котто
6 июня 2015 года в Нью-Йорке на арене Мэдисон-Сквер-Гарден, состоялся бой между Дэниелом Гилом и Мигелем Котто. Со старта поединка Мигель взял преимущество в свои руки и не отпускал до самого его окончания. В четвёртом раунде Котто отправил Гила в тяжёлый нокдаун, после которого бой хоть и продолжился, но не долго. После нескольких серийных атак Гил снова оказался в нокдауне, после которого отказался продолжать поединок.

## Список поединков
В таблице перечислены результаты всех поединков боксёров.
В каждой строке указан результат поединка. Дополнительно номер поединка обозначен цветом, который обозначает итог поединка. Расшифровка обозначений и цветов представлена в нижеследующей таблице.
| Пример | Расшифровка                     |
| ------ | ------------------------------- |
|        | Победа                          |
|        | Ничья                           |
|        | Поражение                       |
|        | Планируемый поединок            |
|        | Поединок признан несостоявшимся |
| КО     | Нокаут                          |
| ТКО    | Технический нокаут              |
| PTS    | Решение судей (по очкам)        |
| UD     | Единогласное решение судей      |
| MD     | Решение большинства судей       |
| SD     | Раздельное решение судей        |
| RTD    | Отказ от продолжения боя        |
| DQ     | Дисквалификация                 |
| NC     | Поединок признан несостоявшимся |

| Результат | Оппонент            | Тип | Раунд, Время  | Дата            | Место                        | Дополнительно                                                                          |
| --------- | ------------------- | --- | ------------- | --------------- | ---------------------------- | -------------------------------------------------------------------------------------- |
| 31-4      | Мигель Котто        | TKO | 4 (12), 1:32  | 6 июня 2015     | Нью-Йорк, США                | Бой за титул WBC в среднем весе (1-я защита Котто). Гил 2 раза в нокдауне в 4 раунде.  |
| 31-3      | Джаррод Флетчер     | UD  | 12            | 3 декабря 2014  | Новый Южный Уэльс, Австралия | Бой за вакантный и временный титулы PABA и WBO Asia Pacific, в среднем весе.           |
| 30-3      | Геннадий Головкин   | TKO | 3 (12), 2:47  | 26 июля 2014    | Нью-Йорк, США                | Бой за титулы IBO, WBA super, в среднем весе.                                          |
| 30-2      | Гарт Вуд            | RTD | 6 (12), 3:00  | 19 февраля 2014 | Новый Южный Уэльс, Австралия | 59-51, 58-52, 58-52. Завоевал титулы IBF Pan Pacific и WBA Pan African в среднем весе. |
| 29-2      | Даррен Баркер       | SD  | 12            | 17 августа 2013 | Нью-Йорк, США                | 113-114, 111-116, 114-113. Потерял титул IBF в среднем весе.                           |
| 29-1      | Энтони Мандайн      | UD  | 12            | 30 января 2013  | Сидней, Австралия            | Защитил титул IBF в среднем весе.                                                      |
| 28-1      | Феликс Штурм        | SD  | 12            | 1 сентября 2012 | Оберхаузен, Германия         | Защитил титул IBF и выиграл титул WBA Super в среднем весе.                            |
| 27-1      | Осуману Адама       | UD  | 12            | 29 февраля 2012 | Хобарт, Австралия            | Защитил титул IBF в среднем весе.                                                      |
| 26-1      | Эромозеле Альберт   | UD  | 12            | 31 августа 2011 | Хобарт, Австралия            | Защитил титул IBF в среднем весе.                                                      |
| 25-1      | Себастьян Сильвестр | SD  | 12            | 7 мая 2011      | Нойбранденбург, Германия     | Выиграл титул IBF в среднем весе (первый титул чемпиона мира в карьера Гила).          |
| 24-1      | Роман Кармазин      | TKO | 12 (12), 2:30 | 31 октября 2010 | Хоумбуш, Австралия           | Претендентский бой IBF в среднем весе.                                                 |